# Seznam uměleckých realizací ve veřejném prostoru na Malé Straně
Seznam uměleckých realizací na Malé Straně v Praze 1 obsahuje tvorbu výtvarných umělců umístěnou ve veřejném prostoru v katastrálním území Malá Strana. Seznam je řazen podle ulic a nemusí být úplný.

## Seznam uměleckých realizací
| Název                                                           | Fotografie                                                                          | Lokace                                                     | Autor                                                         | Rok                      | Popis                               | Poznámka |
| --------------------------------------------------------------- | ----------------------------------------------------------------------------------- | ---------------------------------------------------------- | ------------------------------------------------------------- | ------------------------ | ----------------------------------- | --- |
| Proudy                                                          | Kategorie „Pissing Men fountain“ na Wikimedia Commons                               | Cihelná 50°5′17,08″ s. š., 14°24′36,88″ v. d.              | David Černý (*1967)                                           | 2004                     | fontána, 2 sochy; kov               | dvůr Hergetovy cihelny |
| Vodník Kabourek                                                 | Kategorie „Vodník Kabourek“ na Wikimedia Commons                                    | Hroznová 50°5′10,69″ s. š., 14°24′27,48″ v. d.             | Josef Nálepa (1936–2012)                                      | 2010                     | socha, bronz                        | odhaleno 2. listopadu; Velkopřevorský mlýn |
| Dívka a holubice                                                | Kategorie „Dívka s holubicí by Václav Šimek“ na Wikimedia Commons                   | Klárov 50°5′31,06″ s. š., 14°24′32,25″ v. d.               | Václav Šimek (1907–1992)                                      | 1955–1959                | socha, pískovec                     | Klárov, Park Holubička |
| Památník II. odboji                                             | Kategorie „Memorial of the Second Resistance (Prague)“ na Wikimedia Commons         | Klárov 50°5′24,83″ s. š., 14°24′39,23″ v. d.               | Vladimír Preclík (1929–2008)                                  | 2006                     |                                     | Park na Klárově |
| Pomník letcům RAF                                               | Kategorie „The Winged Lion (Prague)“ na Wikimedia Commons                           | Klárov 50°5′27,32″ s. š., 14°24′37,63″ v. d.               | Colin Spofforth                                               | 2014                     | socha; bronz                        | odhaleno 17. dubna; Park na Klárově |
| Dvě kovové mříže pro vstupy do atria stanice metra Malostranská |                                                                                     | Klárov 50°5′28,82″ s. š., 14°24′32,49″ v. d.               | Zbyněk Runczik (*1941) Zdeněk Drobný Štefan Botoš             | 1978                     | mříž, kov                           | Metro A-Malostranská, vstupy z ulic Klárov a Valdštejnská |
| Kašna pro atrium stanice metra                                  | Kategorie „Fountain (metro Malostranská)“ na Wikimedia Commons                      | Klárov 50°5′27,93″ s. š., 14°24′33,26″ v. d.               | Otakar Kuča (*1927) arch. Zdeněk Drobný                       | 1978                     | fontána; žula, beton                | Metro A-Malostranská, atrium |
| Kovaná mříž pro atrium stanice metra Malostranská               |                                                                                     | Klárov 50°5′27,58″ s. š., 14°24′32,59″ v. d.               | Jaromír Bruthans (*1943)                                      | 1978                     | mříž, ocel                          | Metro A-Malostranská, atrium, zaslepený vstup do Valdštejnské jízdárny                                                                                            |
| Kovová mříž pro metro stanice Malostranská                      |                                                                                     | Klárov 50°5′26,5″ s. š., 14°24′33,33″ v. d.                | Eduard Řepka (*1933) Viktor Kobylka (*1928)                   | 1978                     | mříž, kov                           | Metro A-Malostranská, vstup do Valdštejnské zahrady |
| Nárožník                                                        | Kategorie „Guard stone (Lubomír Růžička)“ na Wikimedia Commons                      | Klárov 50°5′27,42″ s. š., 14°24′34,95″ v. d.               | Lubomír Růžička (*1938)                                       | 1978                     | nárožník, slivenecký mramor         | Metro A-Malostranská |
| Pítko pro stanici metra Malostranská                            | Kategorie „Pítko u stanice Malostranská (Miroslav Vystrčil)“ na Wikimedia Commons   | Klárov 50°5′26,8″ s. š., 14°24′34,56″ v. d.                | Miroslav Vystrčil (1924–2014)                                 | 1978                     | fontána, žula                       | Metro A-Malostranská, před vstupem |
| Trojdílná posuvná mříž                                          |                                                                                     | Klárov 50°5′27,26″ s. š., 14°24′34,6″ v. d.                | Jan Smrž (*1943)                                              | 1978                     | mříž, kov                           | Metro A-Malostranská |
| Socha Jaroslava Vrchlického                                     | Kategorie „Statue of Jaroslav Vrchlický (Josef Wagner)“ na Wikimedia Commons        | Lobkovická zahrada 50°5′6,29″ s. š., 14°23′47,77″ v. d.    | Josef Wagner (1901–1957) Antonín Wagner (1904–1978)           | 1956                     | socha                               | kulturní památka; vznik 1938–1956, osazeno 1960 |
| Pomník maršála Radeckého (†)                                    | Kategorie „Radetzky Memorial in Prague“ na Wikimedia Commons                        | Malostranské náměstí 50°5′16,11″ s. š., 14°24′15,92″ v. d. | Emanuel Max (1810–1901)                                       | 1858                     | socha, bronz                        | odhaleno 13. listopadu; v květnu 1919 přenesen do lapidária |
| Pomník Ernesta Denise v Praze (†)                               |                                                                                     | Malostranské náměstí 50°5′16,23″ s. š., 14°24′14,98″ v. d. | Karel Dvořák (1893–1950)                                      | 1928                     | socha                               | odhaleno 27. října; zdemolován nacisty 20.–21. dubna 1941; pomník připomíná busta a pamětní deska na domě č.p. 27 (Mikoláš Vavřín, Petr Roztočil, 31. října 2003) |
| Patníky                                                         | Kategorie „27 nobles of Bohemia by Karel Nepraš“ na Wikimedia Commons               | Malostranské náměstí 50°5′18,42″ s. š., 14°24′7,74″ v. d.  | Karel Nepraš (1932–2002)                                      | 1994                     | architektonický prvek, litina       | 27 patníků |
| Dívka s amforou                                                 | Kategorie „Girl with amphora statue (Prague, Nostic Garden)“ na Wikimedia Commons   | Maltézské náměstí 471/1 50°5′6,1″ s. š., 14°24′25,9″ v. d. | Jaroslav Horejc (1886–1983)                                   | 1956                     | socha, umělý vápenec                | Kulturní památka (areál Nostického paláce) rejst. číslo ÚSKP 39499/1-850                                                                                          |
| Klenák                                                          |                                                                                     | Mostecká 56/1 50°5′13,65″ s. š., 14°24′25,63″ v. d.        | Miroslav Jirava (1931–2002)                                   | 1971                     | architektonický objekt, pískovec    | exteriér |
| Malá tanečnice                                                  | Kategorie „Dívčí akt (Jan Hána)“ na Wikimedia Commons                               | Mostecká 273/21 50°5′14,07″ s. š., 14°24′17,37″ v. d.      | Jan Hána (1927–1994)                                          | 1960                     | socha, vápenec                      | kino 64 U Hradeb, atrium |
| Kinetická fontána "Oblak" (†)                                   |                                                                                     | Nerudova 50°5′20,23″ s. š., 14°23′56,52″ v. d.             | Vladimír Janoušek (1922–1986)                                 | 1971                     | fontána, bronz                      | Kajetánské terasy, odstraněno před 2012, umístěno ve sbírce Nadace Věry a Vladimíra Janouškových v ateliéru v Praze-Smíchově                                      |
| Kašna ve dvoře bývalé Historické lékárny                        |                                                                                     | Nerudova 219/32 50°5′19,12″ s. š., 14°23′54,63″ v. d.      | Martin Heřmanský (*1940)                                      | 1980                     | fontána                             | na dvoře domu |
| Babies                                                          | Kategorie „Babies (Kampa Museum)“ na Wikimedia Commons                              | Park Kampa 50°5′2,86″ s. š., 14°24′30,07″ v. d.            | David Černý (*1967)                                           | 2009                     | sochy (3), bronz                    | park |
| Hranol                                                          | Kategorie „Hranol (Marian Karel)“ na Wikimedia Commons                              | Park Kampa 50°5′4,06″ s. š., 14°24′30,84″ v. d.            | Marian Karel (*1944)                                          | 2002                     | socha; železo, kámen, sklo          | park |
| Fontána s dvěma chlapci (U žabiček)                             | Kategorie „Fontána s hrajícími si chlapci (Petřín)“ na Wikimedia Commons            | Petřínské sady 50°4′59,12″ s. š., 14°24′7,3″ v. d.         | Karel Dvořák (1893–1950)                                      | 1948                     | fontána, sousoší                    | kulturní památka; vnuci T. G. Masaryka Herbert a Leonard Revilliodovi                                                                                             |
| Socha Ferdinanda Lauba                                          | Kategorie „Statue of Ferdinand Laub (Václav Sapík)“ na Wikimedia Commons            | Petřínské sady 50°4′57,54″ s. š., 14°24′2,13″ v. d.        | Vojtěch Sapík (1888–1916)                                     | 1914                     | socha, pískovec                     | kulturní památka |
| Socha Karla Hynka Máchy                                         | Kategorie „Statue of Karel Hynek Mácha at Petřín“ na Wikimedia Commons              | Petřínské sady 50°4′53,81″ s. š., 14°24′6,94″ v. d.        | Josef Václav Myslbek (1848–1922) Antonín Balšánek (1865–1921) | 1912                     | socha, bronz                        | kulturní památka; objednal spolek Svatobor, odlito 1911 |
| Socha Jana Nerudy                                               | Kategorie „Statue of Jan Neruda by Jan Simota and Karel Lapka“ na Wikimedia Commons | Petřínské sady 50°4′58,66″ s. š., 14°24′8,18″ v. d.        | Jan Simota (1920–2007)                                        | 1970                     | socha, bronz                        | kulturní památka |
| Socha Vítězslava Nováka                                         | Kategorie „Statue of Vítězslav Novák at Petřín“ na Wikimedia Commons                | Petřínské sady 50°4′55,78″ s. š., 14°24′5,15″ v. d.        | Jan Kodet (1910–1974)                                         | 1950                     | socha; bronz, mramor                | kulturní památka; v podstavci urna s popelem |
| Pomník Milady Horákové                                          | Kategorie „Milada Horáková Memorial at Sněmovní, Prague“ na Wikimedia Commons       | Sněmovní 50°5′24,26″ s. š., 14°24′14,8″ v. d.              | Josef Faltus                                                  | 2015                     |                                     | odhaleno 16. listopadu |
| Kašna se třemi kachnami v zahradě paláce Schützenů              |                                                                                     | Sněmovní 171/13 50°5′24,32″ s. š., 14°24′12,27″ v. d.      | neuveden                                                      | před 1989                | fontána, beton                      | zahrada paláce |
| Rodina                                                          |                                                                                     | U Lužického semináře 50°5′18,41″ s. š., 14°24′32,24″ v. d. | Zdeněk Hošek (*1948)                                          | 1974                     | socha, osinkocement                 | Vojanovy sady |
| Hrnčířka (†)                                                    |                                                                                     | U Sovových mlýnů 50°4′57,47″ s. š., 14°24′27,09″ v. d.     | Václav Vokálek (1891–1970)                                    | 1968                     | socha, keramika                     | původní umístění v úrovni Komunitního centra Kampa |
| Réva                                                            | Kategorie „Réva (Kampa)“ na Wikimedia Commons                                       | U Sovových mlýnů 50°5′5,96″ s. š., 14°24′31,96″ v. d.      | Karla Vobišová-Žáková (1887–1961)                             | 1960                     | socha, mramor                       | Kulturní památka rejst. číslo ÚSKP 86714/1-477 |
| Sedící dívka                                                    | Kategorie „Jarmila (Jan Hána)“ na Wikimedia Commons                                 | U Sovových mlýnů 50°5′0,99″ s. š., 14°24′27,16″ v. d.      | Jan Hána (1927–1994)                                          | 1958                     | socha, pískovec                     | ostrov Kampa jižní část |
| Ležící                                                          |                                                                                     | U Sovových mlýnů 50°5′0,89″ s. š., 14°24′29,51″ v. d.      | Miloslav Chlupáč (1920–2008)                                  | 60. léta                 | socha, pískovec                     | před Muzeem Kampa |
| Hlasy z podzemí                                                 | Kategorie „Hlasy z podzemí (Viktor Karlík)“ na Wikimedia Commons                    | U Sovových mlýnů 50°5′1,56″ s. š., 14°24′29,05″ v. d.      | Viktor Karlík (*1962)                                         | 2021                     | městský mobiliář, 14 poklopů        | poklopy s citacemi českých undergroundových autorů; vzniklo v letech 2000 až 2013, odhaleno 17. listopadu; chodník u Muzea Kampa                                  |
| Pamětní deska Josefa Sudka                                      | Kategorie „Josef Sudek bust“ na Wikimedia Commons                                   | Újezd 434/32 50°4′56,89″ s. š., 14°24′16,49″ v. d.         | Stanislav Hanzík (1931–2021)                                  | 1989                     | pamětní deska, busta; bronz         | exteriér |
| Pomník obětem komunismu                                         | Kategorie „Pomník obětem komunismu (Praha, Újezd)“ na Wikimedia Commons             | Újezd 50°4′52,22″ s. š., 14°24′14,01″ v. d.                | Olbram Zoubek (1926–2017)                                     | 2002                     | sochy; bronz                        | odhaleno 22. května; Petřínské sady |
| Toaleta                                                         |                                                                                     | Valdštejnská 50°5′28,53″ s. š., 14°24′17,93″ v. d.         | Václav Nejtek (1899-1958)                                     | 50.-60. léta 20. století | socha                               | Malá Pálffyovská zahrada |
| Quo Vadis - Trabant                                             | Kategorie „Quo vadis (David Černý)“ na Wikimedia Commons                            | Vlašská 50°5′12,62″ s. š., 14°23′52,28″ v. d.              | David Černý (*1967)                                           | 1990                     | socha                               | od 2001 zahrada Lobkovického paláce; původně osazeno na Staroměstském náměstí                                                                                     |
| Socha Věry Čáslavské                                            | Kategorie „Statue of Věra Čáslavská“ na Wikimedia Commons                           | Všehrdova 50°4′59,69″ s. š., 14°24′20,11″ v. d.            | David Černý (*1967)                                           | 2024                     | socha, ocel; 7,5 tuny, výška 9-10 m | areál Tyršova domu |